# Lac Rose
Le lac Rose, ou lac Rëtba pour les Wolofs, est une lagune côtière fermée, c'est-à-dire coupée de la mer, situé au Sénégal, à proximité immédiate de Dakar. Le « Lac » s'étend sur environ 3 Km2, avec une profondeur faible. Ces eaux sont salées et ont une teinte rose en raison de la présence d'une algue microscopique.
Ce site touristique est l'un des plus visités du Sénégal. Il doit sa renommée à la teinte originale et changeante de son eau, mais aussi au rallye Paris-Dakar dont il constituait l’ultime étape.
L'extraction du sel est pratiquée dans le lac lui-même, de façon manuelle.

## Caractéristiques géographiques

### Localisation
Le Lac Rose est localisé sur la Grande- Côte à la base de la Presqu'île du Cap-Vert, à 35 km au nord-est de Dakar.
Administrativement, il fait partie du territoire du village de Sangalkam. On y distingue quatre sections dénommées Khar Yaala, Khoss, Virage et Daradji.

### Morphologie

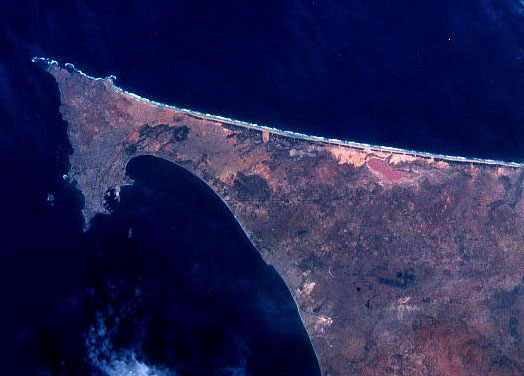
vue satellite du Lac Rose

Le Lac Rose s'étend sur une surface d'environ 300 hectares, en 2005. Sa superficie a tendance à diminuer, elle est ainsi passée d'environ 4 km2 en 1987 à moins de  3 km2 en 2006, alors que la lagune originelle occupait probablement 15 km2.
Il forme globalement un ovale allongé sur environ 3 km2 selon un axe nord-est – sud-ouest, parallèlement à la côte, il s'étend sur une longueur de 3,85 km pour une largeur de 800 m environ. La surface toujours en eau est prolongée par une zone de marécage au nord-est dans la dépression qu'occupait la lagune antérieurement.
Le lac Rose est isolé de l'océan Atlantique par une barrière dunaire, fixée par des boisements de filaos, plantés dans les années 1970.

### Hydrologie
La lagune était autrefois connectée à l'océan Atlantique, la passe s'est refermée aux environs des XIVe siècle ou XVe siècle, comblée sous l'effet de la dérive littorale et du déplacement du sable des dunes par le vent.
L'apport en eau douce vient majoritairement d'une lentille d'eau douce côté terre. L'évaporation importante entraine donc une hyper-salinisation de l'eau qui peut atteindre une concentration en sel de 463 g. L−1.

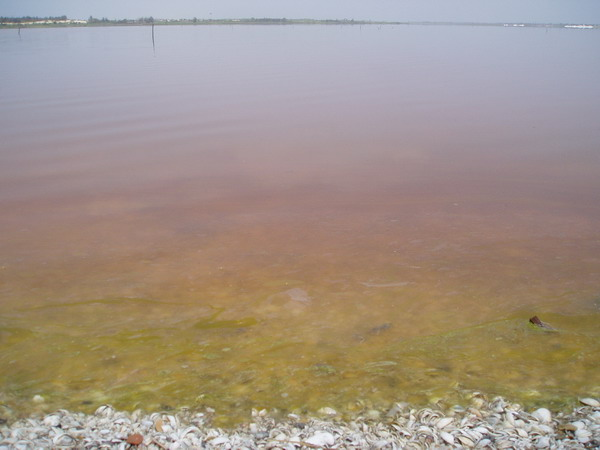
Une teinte légèrement rosée.

### Géologie
Le Lac Rose est limité, côté continental par des dunes rouges datant d'environ 20 000 ans (Ogolien) et il est coupé de la mer par des formations dunaires récentes. Sous le lac et sa croute de sel, on trouve des formations sableuses et coquillières datant d'environ 5 500 ans (soit du Nouakchottien), riches en espèces.

## Microbiologie: origine de la couleur rose
Sa couleur rose orangé est due à Dunaliella salina. Cette algue verte halophile microscopique, surtout active quand le ciel n'est pas couvert (donc plutôt en période sèche de novembre à juin), fabrique l'astaxanthine, un pigment rouge de la famille des carotènes qui lui permet de mieux résister aux forts rayons solaires et à la concentration de sel. La couleur rose est moins visible pendant la saison des pluies (juillet à octobre) car le rayonnement solaire est limité par la couverture nuageuse.[réf. nécessaire]

## Enjeux économiques

### Exploitation du sel

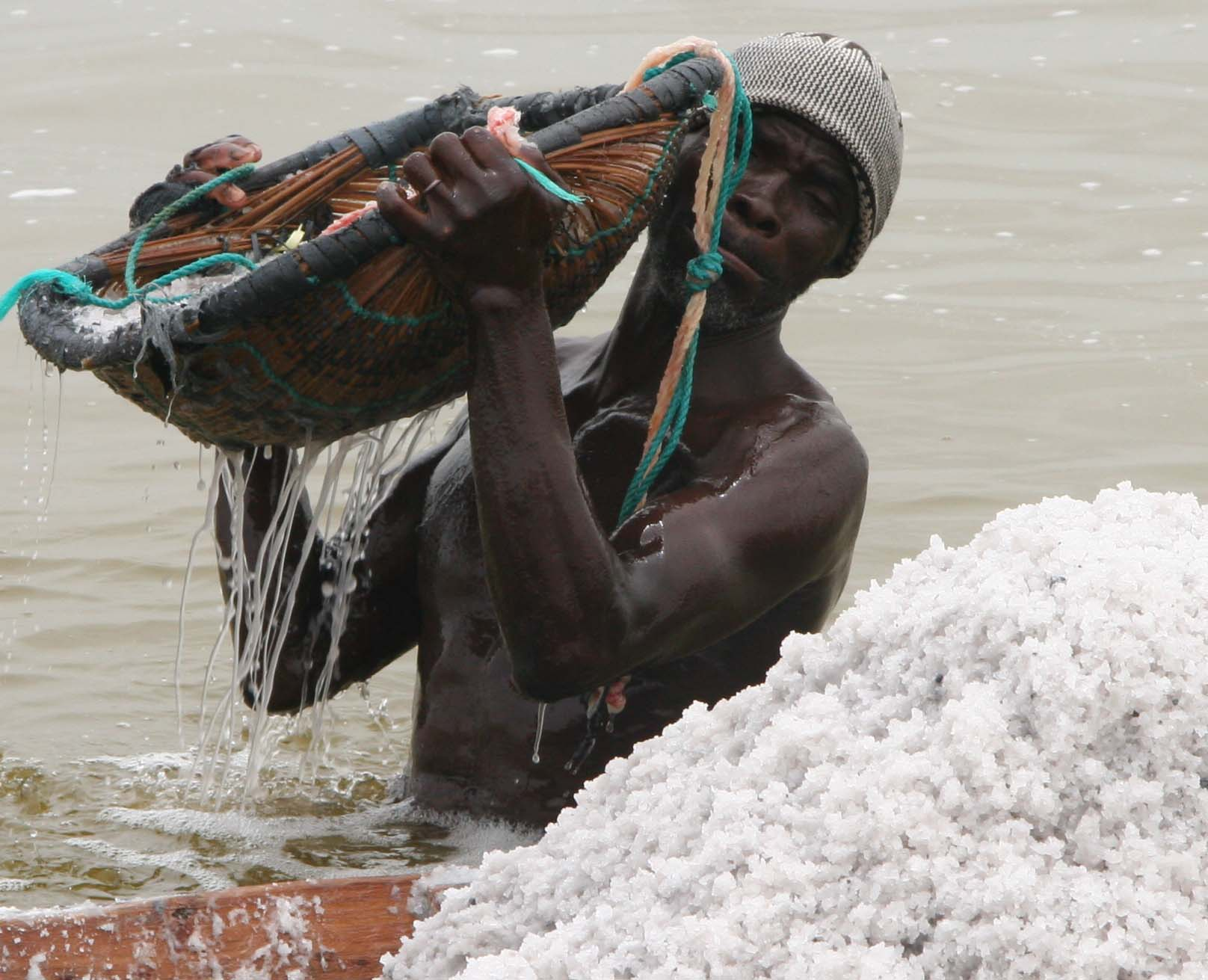
L'extraction du sel se fait manuellement, ici un ramasseur transfère le sel dans une barque.

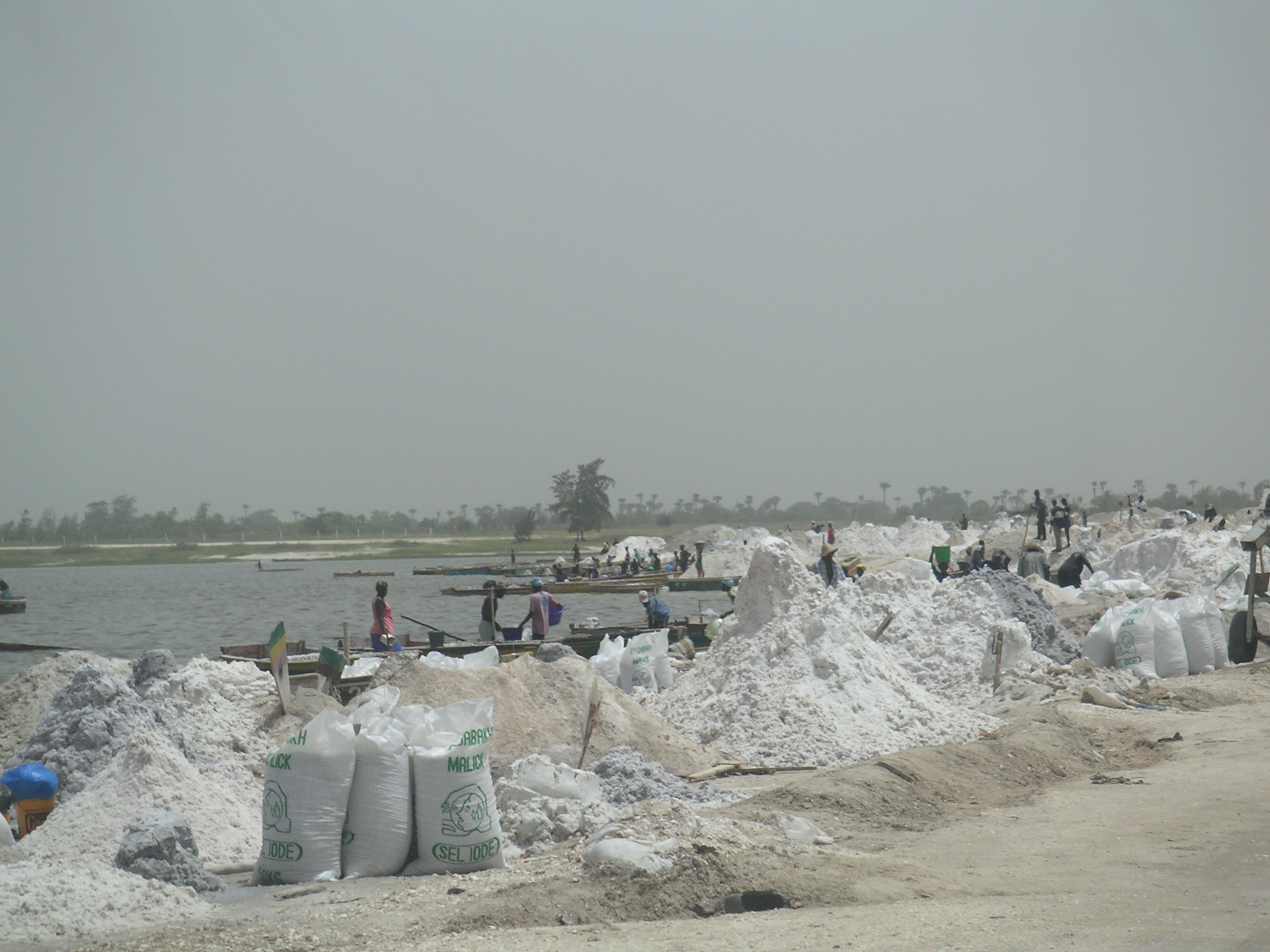
Le sel est entassé au bord du lac par les travailleuses, pour sécher et blanchir

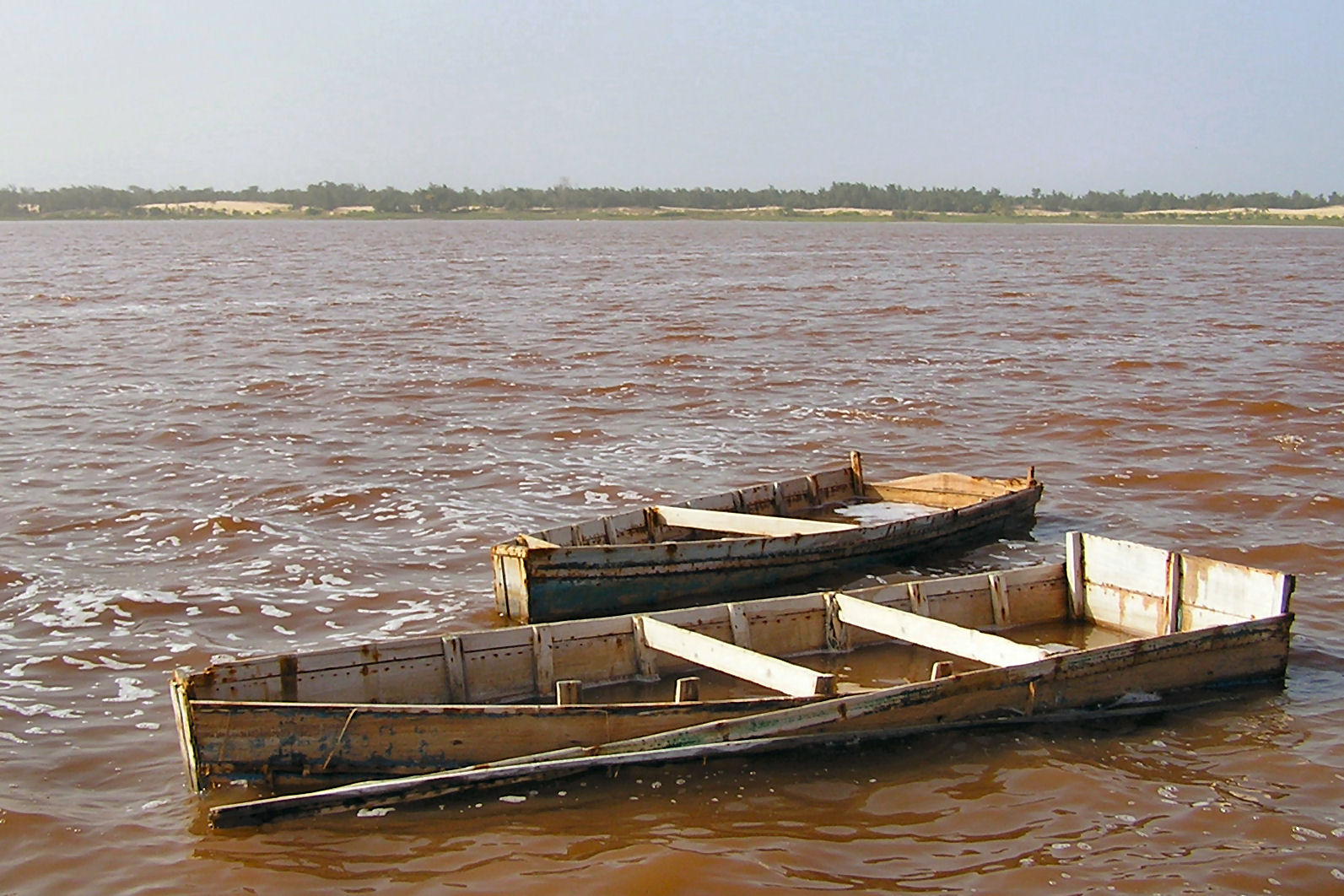
Barques servant au ramassage du sel.

Le sel est exploité depuis les années 1970. Les hommes, dans l'eau jusqu'à la poitrine, cassent avec un piquet le sel déposé sur le fond avant de le ramasser à la pelle pour remplir des pirogues d'une capacité d'une tonne. Les femmes sont chargées de débarquer les pirogues et d'entasser le sel sur les bords pour le sécher et le blanchir au soleil. Tous s'enduisent le corps de beurre de karité pour se protéger de la salinité corrosive. Le sel est destiné aux conserveries de poisson ou exporté.
Près de 1000 ramasseurs sont présents chaque jour, aux mois de juin et juillet, période à laquelle l'activité est la plus intense. La production annuelle est mal connue : elle atteindrait environ 24 000 tonnes pour TV5 Monde, voire 60 000 tonnes selon Le Monde.
Les travailleurs, souvent issus de l'immigration (originaires du Mali ou de Guinée), bénéficient d'une faible protection sociale. Le travail est pénible et précaire.

### Tourisme
Avec l'excursion à l'île de Gorée, la découverte du lac Rose fait partie des destinations touristiques les plus populaires pour tout visiteur de la capitale toute proche.
Un village artisanal est installé à une extrémité du Lac, et les guides proposent des tours en pirogues sur le lac Rose pour observer l'activité d'extraction du sel ou des excursions, en chameaux et engins motorisés, dans les dunes.
Jusqu'en 2008, ce site constituant le point d'arrivée du rallye Paris-Dakar. Une stèle, érigée à la mémoire de Thierry Sabine, rappelle cette époque où le site accueillait près de 300 touristes par jour pendant la haute-saison de janvier à juillet. Après 2009, le rallye Paris-Dakar est remplacé par l'Africa Eco Race.
Le 18 novembre 2005, un dossier a été déposé auprès de l'UNESCO en vue de l'inscription du site sur la liste du patrimoine mondial. En 2022, le lac Rose est toujours sur la liste indicative des sites.

## Problématiques environnementales
La population tendait à augmenter, en 2013, entraînant une augmentation de l'urbanisation de la zone et du défrichement de la végétation originelle des bords du lac pour faire place à des cultures maraîchères ou des plantations arboricoles. L'agriculture utilise de grande quantité de pesticides, la métaphose et le tamaron, par exemples. La toxicité de ces pesticides, lessivés vers le lac, est une cause probable de la perte progressive de sa couleur.
La Dune littorale est menacée par une exploitation non contrôlée du sable, par l'érosion provoquée par le passage fréquent d'engins à moteur de tourisme et par le vieillissement des filaos. Cette dégradation de la dune accentue le déplacement de sable, par le vent, vers la dépression et donc l'atterrissement du lac.
La ressource en eau douce est surexploitée, ce qui tend à faire remonter la lame d'eau salée. De plus le manque d'eau douce a poussé les maraîchers à utiliser des eaux usées pour l'irrigation, avec des conséquences sanitaires non mesurées.
Pendant l'été 2022, la région a subie des pluies particulièrement intenses. Le niveau du lac est passé de 3 m à 6 m de profondeur. L'activité d'extraction de sel est rendu (au moins temporairement) impossible. La montée des eaux inonde également les zones riveraine et plusieurs boutiques ont dû se déplacer. Les pluies ont également eu pour conséquence le ruissellement de grande quantité d'eau usées depuis les quartiers environnants de Kounoune et Bambilor,. Depuis cet épisode de fortes pluies, les eaux du lac ont pris une teinte verte. La décoloration des eaux est probablement due à une surmortalité des microorganismes  halophiles, elle-même  étant le résultat de la désalinisation et de la pollution des eaux.

#### Essai
- Tony Rey, Amadou Diop et Jean-Charles Denain, « Impacts anthropiques et risques environnementaux dans la zone des Niayes : l'exemple du lac Retba (Grande Côte, Sénégal) », dans Frédéric Leone & Freddy Vinet, Le littoral : caractérisation et gestion d'un espace à risques, Montpellier, université Paul-Valéry Montpellier 3, coll. « Géorisque » (no 4), 2013 (lire en ligne [PDF])
- (fr) Lucien Hébrard, « Renseignements géologiques sur le lac Retba », dans Bulletin de l'Association pour l'avancement des sciences naturelles au Sénégal, no 43, juin 1973, p. 3-6.
- (fr) Pierre-A. Reynaud, Écologie des cyanobactéries et fixation de l'azote dans un biotope sahelien : les berges du lac Retba (Sénégal), Paris, ORSTOM, 1978 (thèse de 3e Aix-Marseille, 1978).
- (fr) Papa Sow, « Les récolteuses de sel du lac Rose (Sénégal) : Histoire d'une innovation sociale féminine », Géographie et cultures, 2002, no 41, p. 93-113.

#### Fiction
- (fr) Tanella Boni, Les Baigneurs du Lac Rose, Abidjan, Les Nouvelles éditions ivoiriennes, 1995 (roman).

### Cartographie
- Carte géologique de la presqu'île du Cap-Vert. Déni Biram Ndao-lac Retba, Université de Dakar, Faculté des sciences, Laboratoire de géologie, Direction des mines et de la géologie, 1974.